# Perennparken i Skärholmen

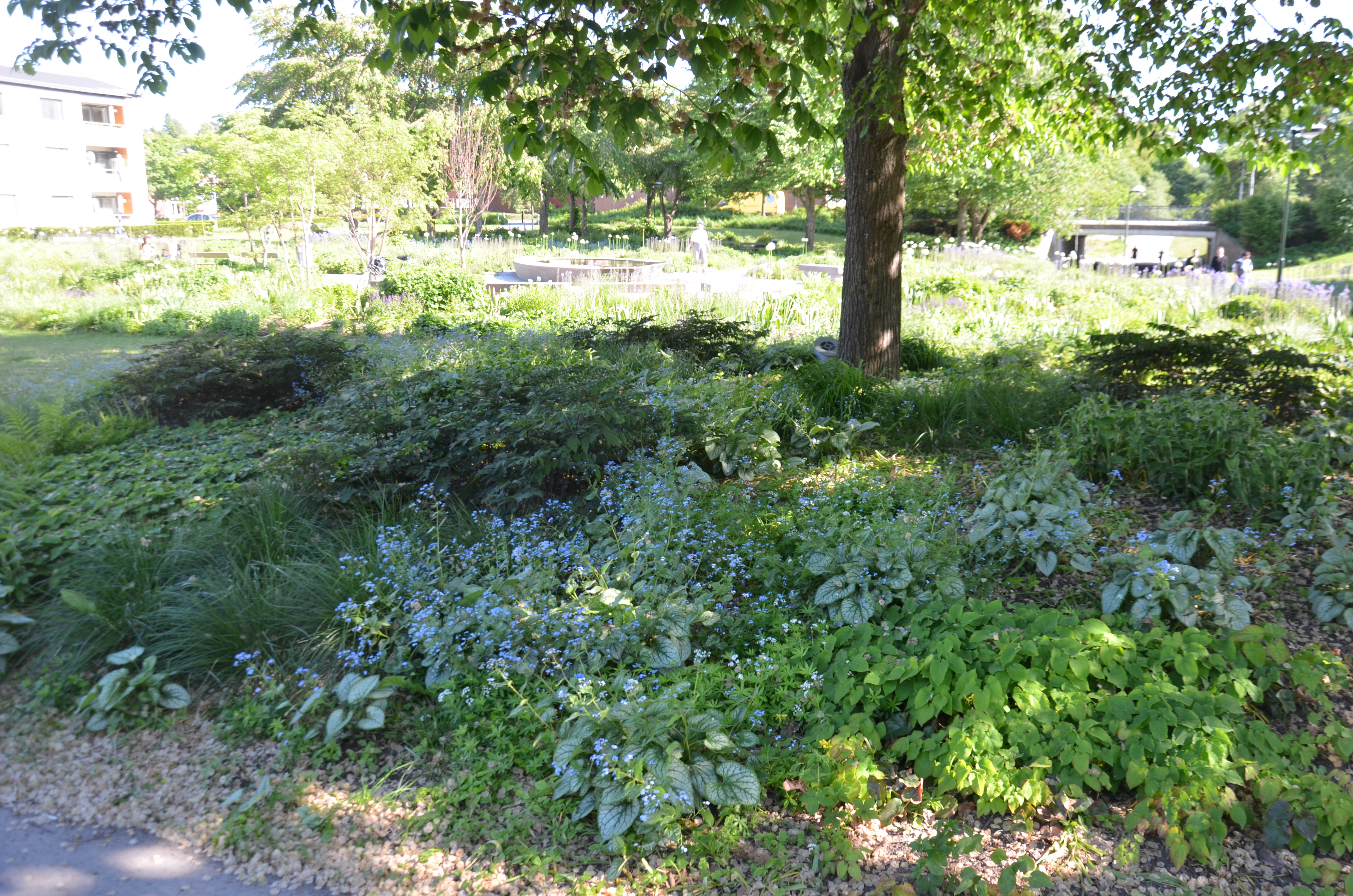
Perennparken i Skärholmen, i början av juni 2013.

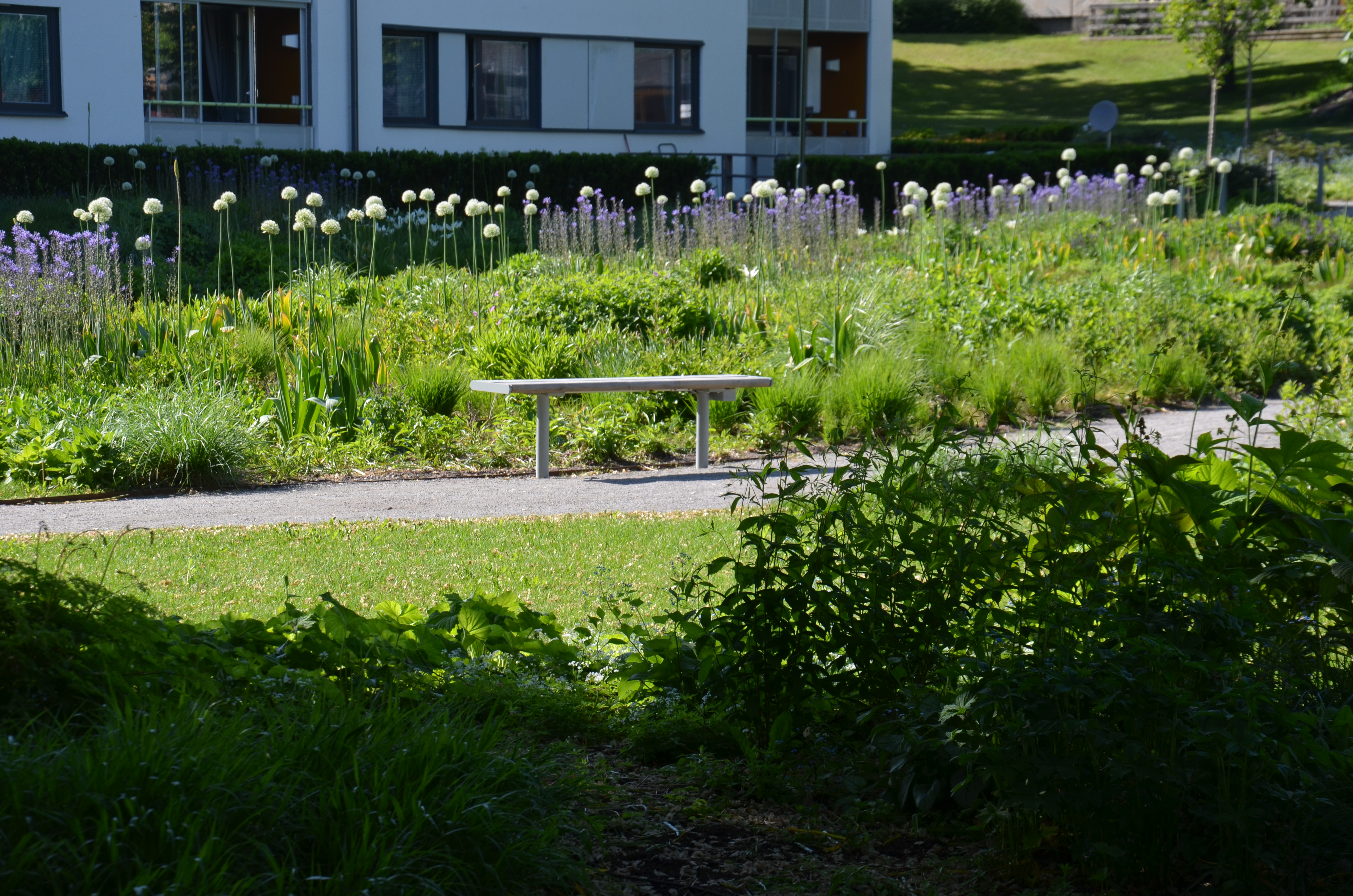
Perennparken i Skärholmen, i början av juni 2013.

Perennparken i Skärholmen är en park som skapats av den nederländske trädgårdsarkitekten Piet Oudolf tillsammans med trädgårdsmästaren Stefan Mattson på Svenska Bostäder, i Skärholmen i Stockholm.
Perennparken ligger i Skärholmens bostadsområde och är på 7 500 kvadratmeter. Den anlades 2010 och 2011 och har en vattenanläggning med sittplatser i centrum. I växtförteckningen från 2015 listas bland annat magnolia, bergskörsbär, björkspirea, samt 65 olika slags perenner.  Parken erhöll Stockholms handelskammares stadsmiljöpris 2012 tillsammans kvarteret Mursmäckan, stadsradhus i Kärrtorp.
Perennparken var en av tre nominerade parker till Sienapriset 2014.
Northman VR har gjort en virtuell rundtur i parken